# 2 Moons The Series
2 Moons The Series (tailandés: เดือนเกี้ยวเดือน), estilizado 2Moons, es una serie de televisión tailandesa emitida por GMM One entre el 7 de mayo y el 23 de julio de 2017.
Dirigida por Kanchanaphan Meesuwan es la adaptación de la novela BL Moon Courting Moon escrita por Chiffon Cake. En ella se narra la historia de un grupo de jóvenes universitarios quienes se reencuentran o conocen en su nuevo entorno.

## Producción
La primera temporada, estrenada entre el 7 de mayo y el 23 de julio de 2017, consta de 12 episodios y un episodio especial. Conforme a los hechos narrados en la novela la productora anunció su intención de completar un total de 36 episodios en tres temporadas. 
El 28 de diciembre de 2018 Mello Thailand anunció que la segunda temporada, titulada 2 Moons 2 The Series y que se emitió entre junio y septiembre de 2019, sería una nueva versión con un nuevo elenco y equipo técnico. 
También se confirmó que para 2022 se estrenaría la tercera temporada cuyo título es 2 Moons: The Ambassador.

## Sinopsis
Wayo (Surandej Pinnirat) es un joven que acaba de ser aceptado como alumno de la Facultad de Ciencia de la Universidad Kantaphat. El joven, algo tímido pero de gran personalidad y procedente de una familia acomodada, está feliz de haber sido admitido en la institución no solo porque su amigo Ming, un joven extrovertido y amigable, compartirá estudios con el: en la universidad también cursa estudios de Medicina Phana (Thanit Itthipat) un alumno atlético y popular que estudió en el mismo instituto de Wayo. Durante el tiempo que compartieron en secundaria Wayo experimentó una atracción y sentimientos amorosos por Phana pero nunca los confesó tras haber escuchado, en una conversación informal con sus amigos, que Phana no se sentía atraído por los chicos.
Tras un primer encuentro poco afortunado ambos jóvenes volverán a coincidir durante el Certamen de la Luna. En la universidad a los alumnos de primer año se les invita a participar en un concurso para elegir a los chicos y chicas más guapos, populares o talentosos. Cuando Wayo tenga la oportunidad de convertirse en la "Luna" de su facultad ambos comenzarán a pasar más tiempo juntos ya que Phana fue la "Luna" de la escuela de medicina del año anterior y está encargado de supervisar a los estudiantes de primer año que participan en la competición. A pesar de que inicialmente el carácter fuerte de Phana choca con la sencillez de Wayo ambos se acercan cada vez más. De ello será consciente Forth, otro estudiante de la universidad, que tras conocer a Wayo comenzará a desarrollar sentimientos amorosos no correspondidos por Wayo.
Poco a poco Wayo comenzará a conocer a los amigos de Phana: Beam, un rompecorazones conocido por su afición a desvelar los secretos de los demás, y Kit, el mejor amigo de Phana y de personalidad tsundere que se enamorará de Ming, el mejor amigo de Wayo, y comenzará a cortejarlo. A lo largo de los episodios se irán forjando las relaciones entre estos jóvenes universitarios y deberán encarar diferentes retos y desafíos para construir sus respectivas relaciones sentimentales.

## Reparto
| Personajes                            | Actores                   | Temporada | Temporada |
| Personajes                            | Actores                   | 1         | 2         |
| ------------------------------------- | ------------------------- | --------- | --------- |
| Phana Kongthanin (Doctor Pha)         | Thanit Itthipat           | ✔         |           |
| Phana Kongthanin (Doctor Pha)         | Benjamin Brasier          |           | ✔         |
| Wayo Panitchayasawad (Yo)             | Suradet Piniwat           | ✔         |           |
| Wayo Panitchayasawad (Yo)             | Teerapat Ruangritkul      |           | ✔         |
| Mingkwan Daichapanya (Ming)           | Khemmonta Varodom         | ✔         |           |
| Mingkwan Daichapanya (Ming)           | Archen Aydin              |           | ✔         |
| Mongkol Intochar (Kit, KitKat, Kitty) | Kerdthongtavee Panuwat    | ✔         |           |
| Mongkol Intochar (Kit, KitKat, Kitty) | Kornchid Boonsathitpakdee |           | ✔         |
| Jaturapoom Jamornhum (Forth)          | Kreepolrerk Darvid        | ✔         |           |
| Jaturapoom Jamornhum (Forth)          | Naret Promphaopun         |           | ✔         |
| Baramee Vongviphan (Beam)             | Jarujittranon Tanapol     | ✔         |           |
| Baramee Vongviphan (Beam)             | Woranart Ratthanaphast    |           | ✔         |

## Recepción

### Temporada 1
En IMDb la serie, con un total de 195 votos, recibe una puntuación de 7,5 sobre 10.

"Me gusta esta trama ligera sobre estar enamorado de un senior en la Universidad. El diálogo es muy divertido y puede hacerte sonreír o reír sin darte cuenta. Todo el elenco es bastante joven y son nuevos en la actuación así que no los compares con los ganadores de Oscar (...) La banda sonora es buena y se adapta bastante a la serie."
Crítica de Andie Yeo en IMDB 

En mydramalist.com obtiene una calificación de 8,5 sobre 10 con un total de 6.136 votaciones.

"¡No veas esta serie si no quieres morir ... esta serie te matará con su ternura, felicidad y amor! Y morirás esperando cada semana el siguiente episodio. Es la mejor serie de temática BL. Tiene un reparto perfecto, grandes actuaciones, preciosas escenas y una gran historia."
Crítica de Jesse Artichuno en mydramalist.com 

## Banda sonora

#### Temporada 1
- Pause - «Kae Dai Bpen Kon Soot Tai Tee Tur Kit Teung» (canción inicial)
- Witwisit Hiranyawongkul - «Nup Neung Gun Mai» (canción final en los episodios 1, 2, 3, 9, 10, 12 y especial)
- Meme - «Eek Krung... Dai Mai» (canción final en los episodios 4, 5, 6, 7 y 8)
- Suradet Piniwat - «Kon Tummadah (Cover Version)» (canción final en el episodio 11)
- The Bottom Blues - «1 2 3 4 5 I Love You»
- Calories Blah Blah - «Yahk Roo... Dtae Mai Yahk Tahm»

#### Temporada 2
- August Vachiravit – "Between Us" (opening theme)